# Schlierbach (Schaafheim)
Schlierbach is een plaats in de Duitse gemeente Schaafheim, deelstaat Hessen, en telt 652 inwoners (2007).